# Xã Haskell, Quận Haskell, Kansas
Xã Haskell (tiếng Anh: Haskell Township) là một xã thuộc quận Haskell, tiểu bang Kansas, Hoa Kỳ. Năm 2010, dân số của xã này là 2.094 người.